# Bosque mixto de frondosas

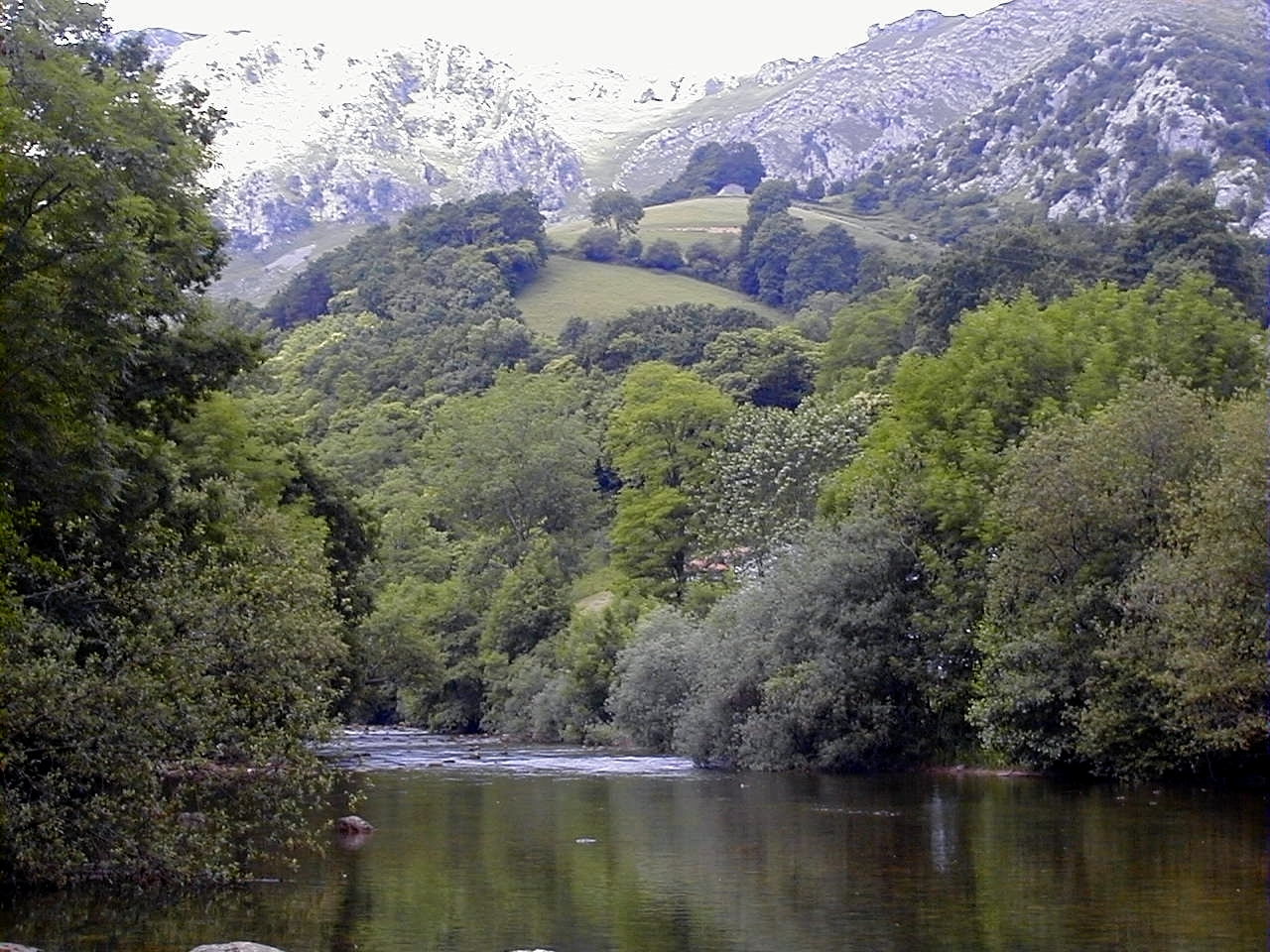
Bosque en Arredondo, Cantabria

Los bosques mixtos de frondosas son bosques mixtos, formaciones boscosas donde predominan en el estrato arbóreo el haya  y el fresno de hoja ancha, en régimen de codominancia. Los bosques mixtos de frondosas se desarrollan en la España eurosiberiana sobre sustrato ácido.
En su cortejo florístico encontramos el arándano (Vaccinium myrtillus), el castaño, el nogal, el majuelo y el rosal, entre otras especies.
En la península ibérica, es la denominación de los bosques de la llamada región eurosiberiana. El WWF considera a su vez dos ecorregiones:
- Bosque mixto cantábrico
- Bosque de los Pirineos